# Brodalen
Brodalen är kyrkbyn i Bro socken och en småort i Lysekils kommun i Västra Götalands län. Den är belägen norr om Brastad och söder om Hallinden. Orten har 190 invånare (2023).
I Brodalen ligger Bro kyrka som är uppförd på 1200-talet.